# CX 16 Radio Carve
CX 16 Radio Carve urugvajska je radijska postaja u vlasništvu tvrtke SADREP sa sjedištem u glavnom gradu Montevideu.
Postaju je početkom 1928. osnovao njemački useljenik Karl Kärbe, koji se hispanizirao u Carlos Carve. Zbog toga je u njegovu čast zadržano "carve" u imenu radija.
Prvo javljanje preko radijske postaje preneseno je 12. listopada 1928.
Radio Carve je član trgovačko-lobističke grupe ANDEBU, koja brani prava i štiti interese radijskih postaja u Urugvaju.
Veći dio programa čine vijesti, razgovori i prijenosi športskih događaja, koje se prenose i čitaju na španjolskom jeziku.
Snaga odašiljača iznosi 100 KW za područje Montevidea te 0,5 KW za područje grada Fray Bentos.

## Izabrani program
- Amaneciendo con el campo (vijesti iz grada i okolice)
- Americando (folklor)
- Fútbol por Carve (nogomet)
- Inicio de jornada (vijesti)
- Informativo Carve (vijesti)
- Valor agregado (vijesti iz okolice i zemlje)